# Bupropion
Bupropion, er et atypisk antidepressivum, der primært bruges til at behandle svær depression, og til at støtte rygestop .  Bupropion har flere egenskaber, der adskiller det fra andre antidepressiva: det forårsager normalt ikke seksuel dysfunktion; det er ikke forbundet med vægtøgning  og søvnighed, og det er mere effektivt end SSRI til at forbedre symptomer på hypersomni og træthed. Bupropion har imidlertid en meget højere risiko for anfald end mange andre antidepressiva, og der skal udvises ekstrem forsigtighed hos patienter med en historie med anfaldsforstyrrelser.
I Danmark er midlet kun godkendt til rygestop, og bruges sjældent til et andet formål.